# Branson Tractors
A Branson Tractors é uma marca de tratores Sul Coreana pertencente à empresa  Kukje Machinery, que por sua vez pertence ao gigante fabricante de aço Sul Coreano Dongkuk Steel Group.

## História
A Branson Tractors teve o seu início, quando em 1968, foi criado o grupo industrial Coreano, Kukje Machinery, que começou com o objetivo de conceber novos métodos de mecanização para a Agricultura.
Já na década de 80, o Grupo começou a diversificar-se, desenvolvendo uma gama de tratores de 24 a 78 cv, tratores esses, projetados na sequência de uma aliança com a Yanmar em 1980 e com a John Deere em 1987. Durante esta década o Grupo Kukje Machinery passou por decisões muito importantes, tornando-se afiliado da Dongkuk Steel uma das principais fábricas de aço Coreana, fundada em 1954.
Antes da entrada no novo Milénio, o Grupo Kukje, mais precisamente em 1995, começou a desenvolver motores diesel, acabando por assinar um acordo com a Cummins, em 2002, para a construção e distribuição de motores, tornando-se no 1º fabricante autorizado de motores Cummins. Com todas estas parcerias e experiências, a marca consolidou-se e ganhou notoriedade, abrindo finalmente, em 2003 a sua 1ª filial nos EUA, com o nome Branson Tractors.
Hoje em dia, a Branson Tractors tem uma rede de mais de 200 concessionários nos E.U.A e Canadá, estando também a crescer na Europa, tendo um importante centro de peças na Alemanha.

## Linha do tempo
- 1968 - É criada a Korea Agricultural Machinery Co, Ltd.
- 1978 - O nome da empresa é alterado para Kukje Machinery Co, Ltd..
- 1980 - Acordo de colaboração com a Yanmar Agricultural Equipment Co, Ltd.
- 1985 - A empresa é adquirida pela Dongkuk Steel Group.
- 1987 - Acordo de revenda para equipamentos agrícolas com a John Deere.
- 1995 - Criada linha de montagem para motores diesel.
- 2003 - Estabelecida a filiar Branson Tractors nos Estados Unidas da América.
- 2004 - Produção total dos motores Cummins.
- 2005 - Começou a ser comercializado na Coreia do Norte.
- 2007 - Desenvolvidos tratores de 90 cv.
- 2008 - Empresa estabelece-se na China.
- 2011 - Desenvolvimento da primeira Ceifeira de 6 linhas.
- 2013 - Criado uma central europeia na Alemanha.